# Maïté Grandjouan
Pour les articles homonymes, voir Grandjouan.
Maïté Grandjouan, née le 24 avril 1990, est une illustratrice et auteure de bande dessinée française.

## Biographie
Maïté Grandjouan est diplômée de l'école supérieure des arts décoratifs de Strasbourg en 2014. Elle écrit des récits qu’elle met en scène dans des tableaux sombres et colorés.
Sa palette des attentions oscille entre le nouveau réalisme d'Edward Hopper, le pop art ou le romantisme allemand de Caspar David Friedrich. En 2015, elle participe avec Nicolas Hu à la réalisation du vidéo clip Fou à lier, titre du groupe français Feu! Chatterton, issu de leur premier album Ici le Jour (a tout enseveli).
En 2016, pour sa première publication aux éditions Magnani, l'auteure et illustratrice invoque le désir sexuel et la mort dans la bande dessinée Fantasma. Un jeune voyeur tombe fou amoureux de sa mystérieuse voisine d'en face, mais à la suite d'un incendie sa belle disparaît. L'enquête commence alors. Ce premier essai est sélectionné pour le Prix Artémisia 2017, valorisant la bande dessinée au féminin.
En juillet 2017, invitée du festival de bande dessinée Fumetti à Nantes, elle signe l'affiche de l'exposition Faux-mirages et en novembre 2017, elle dessine l'affiche du festival de la bande dessinée de Colomiers.
En janvier 2023, parait aux Éditions Magnani son deuxième livre, Lena La-très-seule, racontant l'histoire d'une jeune femme retapant seule la maison de sa mère décédée,. Le livre, entre rêve et réalité, est quasiment muet et se rapproche de la peinture, évoquant notamment l'univers de René Magritte.
La même année, elle participe à Planète 2, Mission 4, revue gratuite éditée par les éditions Frémok à l'occasion de BD Aix et de la foire du livre de Bruxelles.

## Publications

### Bande dessinée
- 2012 : Vis-à-vis, auto-édition
- 2016 : Cachée, auto-édition
- 2016 : Fantasma, Magnani  (ISBN 979-10-92058-21-5)
- 2023 : Lena La-très-seule[11], Magnani  (ISBN 9791092058574)

### Illustration
- 2015 : Maïté Grandjouan - Badge 33, R - Diffusion
- 2019 : Dans mon pays d’incertitude, texte de Jeanne Benameur, Éditions Thierry Magnier  (ISBN 979-10-35202-99-6)
- 2021: Série d'affiche pour la saison 2020-2021 de l'Opéra National du Rhin, en collaboration avec le studio Twice

### Participation à des revues
- 2013 : Révolution Tiède
- 2017 : Nyctalope no 9
- 2023 : Planète 2, Mission 4, Frémok